# Объезжий голова
Объезжий голова — в больших городах Русского государства лицо, осуществляющее надзор за порядком и пожарной безопасностью, в распоряжении которого были уличные сторожа из стрельцов, пушкарей или посадских людей, а в Москве — ещё решёточные приказчики. Должность существовала с конца XVI по начало XVIII века.
Объезжие головы из дворян и детей боярских (иногда из посадских людей) надзирали за сохранением общественной тишины и спокойствия, за безопасностью от огня и за тем, чтобы в городе не было драк, грабежей, разбоев, воровства, распутства и прочего. Всё это входило в состав компетенции воевод и упоминается в воеводских наказах; объезжий голова и назначался воеводой, находясь в непосредственном ему подчинении. Функции объезжего головы могли поглощаться функциями городничего. Хотя объезжий голова и был преимущественно полицейским, однако в исключительных случаях ему могли поручаться и некоторые военные дела. Известны случаи появления московских объезжих голов в роли воевод (например, в Сибири) и затем после воеводства опять в объезжих головах в Москве.
Местом службы объезжего головы была Съезжая изба, в которой находились стрельцы для исполнения приказов головы, а также подьячие.
Старший голова назначался из дворянского сословия, иногда из посадского.
В Москве при объезжем голове состояли для объездов подьячий, пять решёточных приказчиков, обязанные расписать сторожей, повинных нести объездную службу от десяти дворов по человеку и назначать нужное число стрельцов для надзора за порядком. В Москве объезжий голова назначался боярскими приговорами и указами царя и был в подчинении Земского приказа.